# Gota d'Água
Gota d'água é o título da peça teatral (drama), de autoria dos escritores brasileiros Chico Buarque e Paulo Pontes, escrita em 1975 e publicada em livro homônimo, em 1975, pela editora Civilização Brasileira.
Em 2025, foi anunciada a adaptação da peça para um longa-metragem, com direção do cineasta brasileiro Fábio Meira.

## Histórico
A ideia foi originalmente derivada de um trabalho de Oduvaldo Viana Filho, que adaptara a peça grega clássica de Eurípedes sobre o mito de Medeia, para a televisão, e à memória do qual foi dedicada.
No teatro permanece a censura. Para liberar a peça, Paulo Pontes teve que negociar alguns cortes. Ainda assim, foi sucesso de público e de crítica. A peça foi premiada com o Prêmio Molière que os autores recusaram em sinal de protesto contra a proibição, no mesmo ano, de obras de outros autores, como "O abajur lilás", de Plínio Marcos e "Rasga coração", de Oduvaldo Vianna filho.
No prefácio do livro os autores registram:
"O fundamental é que a vida brasileira possa, novamente, ser devolvida, nos palcos, ao público brasileiro. Esta é a segunda preocupação de Gota d'Água. Nossa tragédia é uma tragédia da vida brasileira."
A montagem original contou com coreografia de Luciano Luciani, cenografia e figurino de Walter Bacci e direção musical de Dori Caymmi, sendo que a direção geral foi de Gianni Ratto.

## Personagens
- Joana - protagonista, amante de Jasão, com quem tem dois filhos;
- Jasão - malandro, compositor de sambas;
- Creonte - empresário / construtor
- Egeu - velho, dono de oficina.
- Alma - filha de Creonte, casa-se com Jasão.
- Corina, Zaíra, Estela, Maria, Nenê - comadres lavadeiras.
- Cacetão
- Galego - Gringo Proprietário do Boteco
- Xulé
- Boca Pequena - fofoqueiro, intrigante.
- Amorim
- Filhos (1 e 2)

## Sinopse
Dividida em dois atos, A Gota d'Água espelha uma tragédia urbana, banal nos grandes centros, nas favelas do Rio de Janeiro, onde está ambientada; os sets retratam um botequim, local de encontro dos homens e, ao lado, o set das lavadeiras, onde as personagens femininas conversam. No set da oficina, está o velho Egeu, e onde passam alguns amigos.
Retrata as dificuldades vividas por moradores de um conjunto habitacional, a Vila do Meio-Dia, que na verdade são o pano-de-fundo para o drama vivido por Joana e Jasão que, tal como na peça original, larga a mulher para casar-se com Alma, filha do rico Creonte.
Sem suportar o abandono, e para vingar-se, Joana mata os dois filhos e suicida-se. Na cena final, os corpos são depositados aos pés de Jasão, durante a festa do seu casamento.

## Elenco da montagem original
- Joana - Bibi Ferreira
- Creonte - Oswaldo Loureiro
- Egeu - Luiz Linhares
- Jasão - Roberto Bomfim
- Alma - Bete Mendes
- Corina - Sônia Oiticica
- Cacetão - Carlos Leite
- Nenê - Isolda Cresta
- Estela - Norma Sueli[3]
- Zaíra - Selma Lopes
- Maria - Maria Alves
- Boca Pequena - Roberto Rônei
- Amorim - Isaac Bardavid
- Xulé - Geraldo Rosas
- Galego - Angelito Mello